# Die verzauberte Anicka
Die verzauberte Anička (Originaltitel: Anička s lískovými oříšky; deutsch: Anička mit den Haselnüssen) ist ein fürs Fernsehen produzierter tschechischer Märchenfilm von Aleš V. Horal aus dem Jahr 1993. Er beruht auf einer Literaturvorlage von Jan Vladislav.

## Handlung
Die Stiefschwestern Katka und Anička leben bei Katkas Mutter, einer bösen Zauberin, in einem abgelegenen Waldschloss. Eines Tages verirrt sich der junge König Stephan dorthin. Er verliebt sich in Anička und bittet bei der Hausherrin um ihre Hand. Sie geht scheinbar darauf ein und bietet an, Anička einige Tage später zu ihm zu senden. Stephan ist einverstanden und schenkt seiner Geliebten einen Haselnusszweig, der ihr den Weg zu ihm zeigen soll. Nach seinem Abschied verzaubert die Hexe, die darüber verbittert ist, dass er nicht Katka ausgewählt hat, Anička, indem sie ihr die Stimme nimmt und ihr ein schafsähnliches Gesicht gibt. Nur die Liebe des Königs kann sie erlösen. Katka ist über ihre Mutter erzürnt und läuft mit der verzauberten Stiefschwester davon. Ihre Mutter verflucht daraufhin auch sie, sodass sie niemandem verraten darf, wer ihre Begleiterin ist. Andernfalls kann Anička nie erlöst werden.
Die beiden Mädchen gelangen zum Schloss Stephans, wo Katka als Magd angenommen wird. Sie behauptet, Anička sei ihr stummer Bruder, der den Namen Wortlos trägt. Als Stephan ihrer ansichtig wird, regt sich in ihm eine dunkle Erinnerung, er kann sie aber nicht zuordnen.
Im Schloss bringen Anička und Katka in Erfahrung, dass Prinz Jaromír, der Bruder des Königs, vor einigen Jahren angeblich einer Waldfee begegnete; seither ist er verstummt und apathisch. Außerdem verschwand daraufhin jeder Diener, der nachts über ihn gewacht hatte, spurlos. Katka bietet sich an, mit ihrem vermeintlichen Bruder die Nachtwache zu übernehmen. Um Mitternacht verlässt Jaromír durch eine geheime Tür sein Gemach und steigt entlang einer Felsenschlucht samt Fluss ins Reich der Feen hinab. Es verlangt ihm nach deren Königin. Diese lässt derweil einen Trank zubereiten, der seine Erinnerungen auslöschen soll; erst danach darf er sie besitzen.
Das Reich der Feen, das sich in einer Höhle befindet, wird von zwei Drachen bewacht, die jeden Menschen, der sich ihnen unerlaubt nähert, töten. Deshalb sind die Diener des Prinzen stets verschwunden. Anička gelangt ebenfalls ins Feenreich, da die Ungeheuer nach anfänglicher Unsicherheit, ob sie nun Schaf oder Mensch ist, aufgrund ihrer Schaflaute davon überzeugt sind, dass sie kein Mensch ist. Im Feenreich gelangt sie an eine goldene Rose, die unsichtbar macht. Dank ihrer Kraft kann Katka in der nächsten Nacht auch ins Feenreich gelangen. Dort tanzt sie mit dem Prinzen, der Gefallen an ihr findet. Anicka bringt dieses Mal goldene Ähren auf die Erde mit. Aus dem Korn backt Katka am nächsten Tag einen Kuchen, nach dessen Verzehr der Prinz von seinem Zauber befreit wird. Der Hof feiert die Heilung Jaromírs und seine Verlobung mit Katka, während die Gäste Anicka aufgrund ihres Äußeren verspotten. Sie nimmt das Brautkleid, das Stephan für sie anfertigen ließ, an sich und geht erneut in das Feenreich, um nun selbst den Trank des Vergessens zu trinken. Als der König während des Festes bemerkt, dass sowohl Wortlos als auch das Kleid verschwunden sind und er dafür den Haselnusszweig im Schloss findet, klärt sich alles auf. Er läuft seiner Geliebten nach und kann mit Hilfe der goldenen Rose die Drachen überwinden. Die Hexe versucht ihn aufzuhalten, wird aber ihrerseits von den Untieren getötet. Stephan hindert Anička am Trinken des Elixiers und offenbart ihr erneut seine Liebe. Sie wird erlöst und die beiden Paare feiern eine Doppelhochzeit.

## Sonstiges
Die Fernsehzeitung TV Today vergab in einer Kritik drei von drei möglichen Punkten.
Der Film ist auch als DVD erschienen.
Der Name von Jan Vladislav ist im Abspann fälschlicherweise als „Jana Vladislava“ angegeben.

## Synchronisation
EMG Cierpka produzierte unter der Regie von Dietmar Richter-Reinick die deutschsprachige Fassung, für das Drehbuch zeichnete Rosemarie Oppel verantwortlich.
| Rolle         | Darsteller         | Synchronsprecher |
| ------------- | ------------------ | ---------------- |
| Anička        | Linda Rybová       | Silvia Mißbach   |
| Katka         | Kristina Jelínková | Bettina Weiß     |
| König Stephan | Jan Čenský         | Dieter Memel     |
| Hexe          | Jana Brejchová     | Judy Winter      |
| Prinz Jaromír | Martin Stránský:   | Gerald Schaale   |
| Kämmerer      | Jan Přeučil        | Victor Deiß      |
| Feenkönigin   | Gabriela Filippi   | Andrea Aust      |